# Hassi Bahbah
Hassi Bahbah là một đô thị thuộc tỉnh Djelfa, Algérie. Dân số thời điểm năm 2002 là 61.79 người.